# Стрельба на летних Олимпийских играх 1956 — произвольная винтовка из трёх положений, 300 метров
Соревнования мужчин в стрельбе из произвольной винтовки из трёх положений с 300 метров на летних Олимпийских играх 1956 года прошли 1 декабря в пригороде Мельбурна Уильямстауне на Merrett Rifle Range.
Медали в этой дисциплине были разыграны на Олимпийских играх седьмой раз в истории после 1900, 1908, 1912, 1920, 1948 и 1952 годов.
В соревнованиях приняли участие 20 спортсменов, представлявшие 14 НОК. От одного НОК могли выступать не более двух стрелков. Спортсмены выполняли по 40 выстрелов из положений лёжа, с колена и стоя. Максимум очков за каждый выстрел — 10. Диаметр мишени — 1 метр, расстояние стрелка от мишени — 300 метров. Могла быть использована любая винтовка. Перед каждой серией выстрелов из нового положения спортсмен мог сделать 10 пробных выстрелов.
Олимпийский чемпион 1952 года в этой дисциплине, рекордсмен мира (1143 очка), чемпион мира 1954 года и чемпион Европы 1955 года Анатолий Богданов на Играх в Мельбурне выступал в двух дисциплинах стрельбы из малокалиберной винтовки (и выиграл золото в стрельбе из малокалиберной винтовки из трёх положений).
В отсутствие Богданова первое и второе места заняли другие советские стрелки — Василий Борисов и Аллан Эрдман. Золото выиграл 33-летний Борисов, который был вторым вслед за Богдановым на чемпионате мира 1954 года в Каракасе, уступив тогда чемпиону всего одно очко. 
Борисов в Мельбурне установил мировой рекорд в стрельбе лёжа (396 из 400), а по сумме установил олимпийский рекорд (1138 очков), превзойдя достижение Богданова 1952 года сразу на 15 очков. Эрдман отстал от Борисова всего на одно очко, хотя стрелял лучше чемпиона с колена и стоя. Третьим стал финн Вильхо Юлёнен. Эрдман и Юлёнен также превысили олимпийский рекорд 1952 года Богданова.
Золото Борисова стало вторым в истории для советских стрелков на Олимпийских играх (в 1952 году чемпионом стал только Богданов, а в 1956 году остальные золотые медали советские стрелки выиграли позже Борисова).

## Призёры

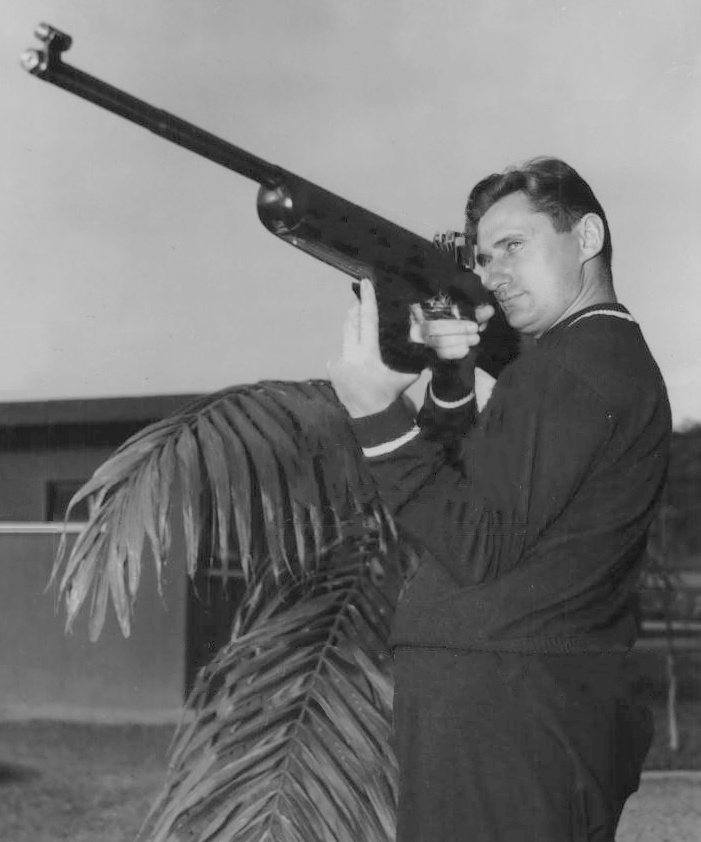
Василий Борисов (фото 1954 года)

| Золото               | Серебро           | Бронза                  |
| Василий Борисов СССР | Аллан Эрдман СССР | Вильхо Юлёнен Финляндия |

## Результаты
| Место | Спортсмен            | НОК                  | Очки   | Очки     | Очки | Всего   |
| Место | Спортсмен            | НОК                  | Лёжа   | С колена | Стоя | Всего   |
| ----- | -------------------- | -------------------- | ------ | -------- | ---- | ------- |
| 1     | Василий Борисов      | СССР                 | 396 WR | 383      | 359  | 1138 OR |
| 2     | Аллан Эрдман         | СССР                 | 392    | 385      | 360  | 1137    |
| 3     | Вильхо Юлёнен        | Финляндия            | 387    | 382      | 359  | 1128    |
| 4     | Йорма Тайтто         | Финляндия            | 392    | 379      | 349  | 1120    |
| 5     | Константин Антонеску | Румыния              | 386    | 374      | 341  | 1101    |
| 6     | Йон Сундберг         | Швеция               | 384    | 367      | 343  | 1094    |
| 7     | Андерс Квиссберг     | Швеция               | 389    | 362      | 342  | 1093    |
| 8     | Джеймс Смит          | США                  | 381    | 368      | 333  | 1082    |
| 9     | Шандор Кребс         | Венгрия              | 379    | 364      | 335  | 1078    |
| 10    | Херберт Фёлькер      | США                  | 385    | 355      | 335  | 1075    |
| 11    | Жеральд Уэллетт      | Канада               | 370    | 357      | 339  | 1066    |
| 12    | Рубен Вальдес        | Перу                 | 373    | 338      | 333  | 1044    |
| 13    | Мартин Хисон         | Филиппины            | 387    | 368      | 288  | 1043    |
| 14    | Гильермо Болдуин     | Перу                 | 379    | 359      | 302  | 1040    |
| 15    | У Тао-Ян             | Китайская Республика | 370    | 349      | 306  | 1025    |
| 16    | Иан Ригли            | Австралия            | 382    | 350      | 289  | 1021    |
| 17    | Норман Гофф          | Австралия            | 372    | 343      | 295  | 1010    |
| 18    | Стеффен Кранмер      | Великобритания       | 356    | 336      | 307  | 999     |
| 19    | Чу Хва Иль           | Республика Корея     | 338    | 286      | 279  | 903     |
| 20    | Саифи Чхаудри        | Пакистан             | 84     | —        | 183  | 267     |